# Парламентские выборы в Науру (1977)
Досрочные парламентские выборы в Науру были проведены 12 ноября 1977 года, после того как президент Бернард Довийого распустил парламент из-за продолжительной кампании против правительства во главе с бывшим президентом Хаммером Деробуртом, который был отстранен от должности после выборов 1976 года. Особые разногласия были вызваны принятым в июне Законом о снабжении. Довийого заявил, что выборы необходимы для того, чтобы он смог получить мандат.
Девять мест были получены сторонниками Довийого (которые баллотировались под знаменем партии Науру), восемь — кандидатами-сторонниками Деробурта и одно место — независимым кандидатом, который впоследствии поддержал партию Науру. После выборов Бернард Довийого был переизбран президентом парламентом 15 ноября.

## Результаты
| Партия                             | Голоса | %   | Места |
| ---------------------------------- | ------ | --- | ----- |
| Партия Науру (Сторонники Довийого) |        |     | 9     |
| Сторонники Деробурта               |        |     | 8     |
| Независимые                        |        |     | 1     |
| Недействительных/пустых бюллетеней |        | -   | -     |
| Всего                              | 1 599  | 100 | 18    |
| Источник: IPU                      |        |     |       |